# Crucero de batalla

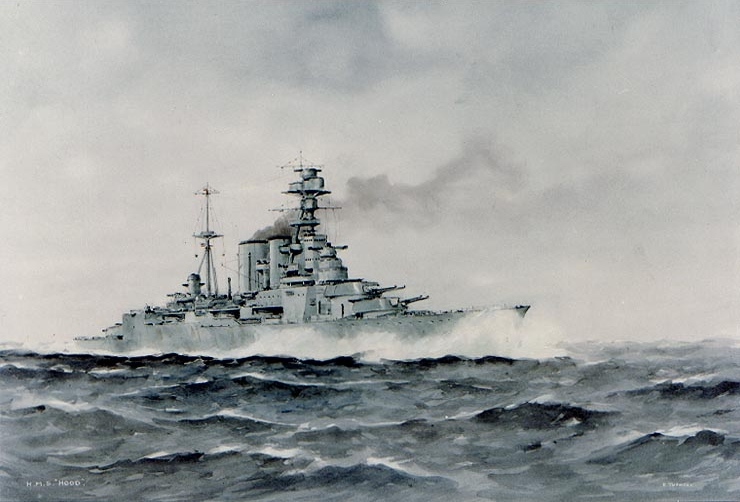
El, el mayor crucero de batalla construido, fue más grande que cualquier acorazado británico construido hasta la asignación del en 1946. Fue hundido por el acorazado Bismarck, en un combate en el que falleció toda su tripulación excepto tres tripulantes.

Los cruceros de batalla fueron los mayores buques de guerra durante la primera mitad del siglo XX desde que fueron desarrollados por la Royal Navy británica. Los cruceros de batalla fueron desarrollados como los sucesores de los cruceros acorazados, pero su evolución estuvo estrechamente ligada a la de los acorazados tipo dreadnought. El primero de estos buques, el Invincible, estuvo designado originalmente como "crucero dreadnought". Actualmente los únicos buques de guerra que se podrían considerar cruceros de batalla, son los de la clase Kirov.
Los cruceros de batalla compartían con los acorazados el mismo armamento principal de grueso calibre, y eran generalmente, tan grandes y costosos como los acorazados de la misma generación. Cambiaban blindaje o potencia de fuego por velocidad, la cual era posible gracias a la potencia de sus máquinas y a la esbeltez de sus cascos. Los primeros cruceros de batalla, portaban un blindaje notablemente menor que los acorazados equivalentes, lo que implicaba, que al contrario que estos, no estaban diseñados para resistir impactos del calibre que ellos mismos portaban. Estos buques eran capaces de infligir un daño mucho mayor del que eran capaces de absorber.
La relación entre el crucero de batalla y el acorazado nunca estuvo totalmente clara. La invención del crucero de batalla por parte de la Royal Navy fue conducida por el almirante Sir John Arbuthnot Fisher, que los concibió como un nuevo y revolucionario tipo de crucero acorazado el cual, podría reemplazar al acorazado como principal arma británica de combate en el mar. La idea de Fisher, se centraba en que los cruceros serían los responsables de la defensa imperial, dentro de una red de información del almirantazgo para destruir a los buques más débiles, y apresar a los buques mercantes enemigos en aguas internacionales, mientras que para los buques de guerra más poderosos, aprovecharían sus cañones de mayor alcance.
No obstante, el acorazado continuó dominando la guerra naval durante la Primera Guerra Mundial, y el crucero de batalla fue utilizado principalmente para proporcionar velocidad y potencia de disparo en apoyo a las flotas de acorazados. Los cruceros de batalla formaban parte de las armadas británica, alemana y japonesa durante la Primera Guerra Mundial, en la que tomaron parte en batallas entre las flotas británica y germana, incluida la batalla de Jutlandia. Al final de la guerra había muy pocas diferencias entre los diseños de los cruceros de batalla y los acorazados rápidos. Británicos, Japoneses y estadounidenses diseñaron cruceros de batalla al final de la Primera Guerra Mundial, los cuales estaban tan blindados como los acorazados y, aunque eran rápidos, no estaban tan armados como sus predecesores. El Tratado naval de Washington, de 1922, que limitaba la construcción de buques capitales, trataba por igual a los acorazados y los cruceros de batalla, por lo que la nueva generación de cruceros de batalla en construcción, fue desguazada o convertida en portaaviones bajo los términos del tratado.
Desde los años 30, únicamente la Royal Navy continuó usando la denominación crucero de batalla en sus buques. Sin embargo, los buques capitales rápidos desarrollados por Alemania y Francia, las clases Scharnhorst y Dunkerque fueron y son en ocasiones catalogados como cruceros de batalla. Estos buques estaban tan bien blindados como muchos acorazados, pero portaban un armamento de menor calibre.
Durante la Segunda Guerra Mundial, los cruceros de batalla, volvieron a participar en combate. No obstante, no se comenzaron nuevos cruceros de batalla durante la guerra, y la construcción de acorazados, se paralizó, para proporcionar los recursos necesarios para la construcción de nuevos aviones y portaaviones. Desde el inicio de la Segunda Guerra Mundial, no se ha iniciado la construcción de ningún crucero de batalla, aunque en ocasiones, algunos buques han sido descritos como cruceros de batalla como la Clase Kírov.

## Primeros cruceros de batalla

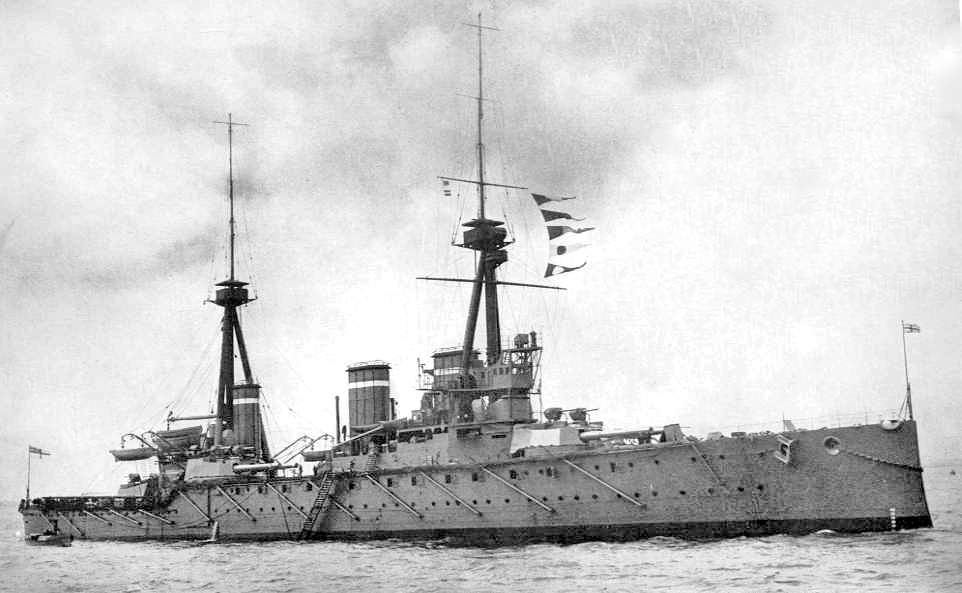
, uno de los primeros cruceros de batalla británicos.

El crucero de batalla, fue una drástica evolución desde los cruceros acorazados y los acorazados de segunda clase diseñados en la década de 1890. Con el cambio de siglo, los nuevos cruceros acorazados, eran unas rápidas y poderosas naves que eran capaces de operar en las principales rutas comerciales de todo el mundo a la vez que trabajaban estrechamente con las flotas de acorazados. La Royal Navy, y particularmente Fisher, eran conscientes del daño que los cruceros acorazados (particularmente los de la armada francesa) podían infligir al comercio británico en caso de guerra. Fisher preveía que los cruceros acorazados británicos, podían llegar a ser rápidos, y pesadamente armados como para llegar a suponer una amenaza real. Fisher también le tenía aprecio al acorazado de segunda clase HMS Renown, un pequeño y rápido acorazado.
En el periodo 1902–1904 la corriente dominante del pensamiento naval británico, estaba a favor de los acorazados muy blindados, que se preferían a los rápidos buques preferidos por Fisher. No obstante, el cambio del concepto de buque multicalibre dominante en los pre-dreadnought de la última década del siglo XIX a los diseños "todo grande" hizo que sus diseños volvieran a ser considerados. Los diseños preliminares de acorazados eran buques con toda la artillería principal de 305 o 254 mm y cruceros acorazados con cañones de 233 mm.
En verano de 1904, tras el ascenso de Fisher a Primer Lord de mar, se decidió usar cañones de 305 mm en la siguiente generación de acorazados, debido a su mayor rendimiento y superior alcance. El armamento de la siguiente generación de cruceros acorazados, fue mucho más controvertido. El tamaño y el costo de la nueva generación de cruceros acorazados indicó que era muy deseable que pudieran mantener un papel similar al del acorazado, y esto, significó el aumento de su artillería hasta los 305 mm. Esta misma lógica, fue la que llevó a los japoneses a armar sus dos últimos cruceros con dos piezas de 305 mm como armamento principal. Sin embargo, la presión de Fisher para que los cruceros portaran el mismo armamento que los acorazados se debía a que él esperaba que substituyesen a estos. La decisión de dar a la nueva generación de cruceros el concepto de “todos los cañones grandes” (all-big-gun), fue un momento crucial en el desarrollo del crucero de batalla. Si los buques hubieran portado armas de 280 o 260 mmm hubiesen supuesto únicamente una mejora de los cruceros acorazados existentes.
Los cambios radicales de la política de construcción de buques introducidos por Fisher, se vieron reflejados en el comité de diseños en diciembre de 1904. Mientras se proponían investigar los requerimientos de los buques del futuro, se tomaba la decisión de seguir los diseños de Fisher. Los términos de referencia del comité, solicitaban un acorazado capaz de alcanzar los 21 nudos y armado con cañones de 305 mm sin calibres intermedios, capaz de operar desde los puertos existentes; y cruceros capaces de alcanzar los 25,5 nudos, también equipados con cañones de 305 mm y sin calibres intermedios, con un blindaje equivalente al del HMS Minotaur, el más reciente crucero acorazado, y capaces de operar igualmente desde los puertos existentes. El acorazado, fue el revolucionario HMS Dreadnought, y los cruceros, fueron los tres buques de la clase Invincible.
Los tres Invincibles fueron los HMS Inflexible, HMS Invincible y HMS Indomitable. Su construcción comenzó en 1906 y finalizó 1908, retrasada para permitir incorporar a su diseño las enseñanzas de la construcción del Dreadnought. Los Invincibles tenían un desplazamiento similar al del Dreadnought, pero tenían el doble de potencia, lo que le permitían alcanzar los 25 nudos. Tenían ocho piezas Mk X de 305 mm, en comparación con los diez del Dreadnought. Tenían un blindaje de entre 150 a 180 mm de espesor a lo largo de todo el casco y sobre sus cañones, mientras que el espesor del blindaje del Dreadnought', oscilaba entre los 280 y 300 mm de espesor. La clase tenía un marcado aumento de desplazamiento, velocidad y potencia de fuego en comparación con los cruceros acorazados, pero no más blindaje.
Los Invincible debían tener el mismo papel en el que ya habían tenido éxito los cruceros acorazados, pero se esperaba que estos buques fueran en general más eficaces en todos los campos. Sus funciones específicas fueron:
- Reconocimiento pesado. Debido a su potencia, los Invincible podían barrer a los cruceros enemigos en combate cerrado para observar a una flota enemiga, antes de usar su superior velocidad para retirarse.
- Apoyo cerrado a la flota. Podían ser colocados en los extremos de la línea de combate para detener a los cruceros que acosaran a los acorazados, así como para atacar a los acorazados enemigos si estos estaban ocupados luchando contra otros acorazados. También podían usarse como un ala rápida que intentara realizar una envolvente sobre los enemigos.
- Persecución. Si la flota enemiga trataba de huir, los Invincible podían ser utilizados gracias a su velocidad para perseguirlos y sus cañones podían dañar o ralentizar a los buques enemigos.
- Protección del comercio. Los nuevos buques podían usarse para cazar a los cruceros enemigos y a otros buques que trataran de atacar a los mercantes.[9]

La confusión sobre la denominación de estos nuevos buques, fue inmediata; acorazados en cuanto a tamaño y armamento; cruceros acorazados en cuanto a blindaje y velocidad. A finales de 1905, tras el comienzo de las obras de los Invincible, un memorándum de la Royal Navy se refería a ellos como "grandes buques acorazados", tanto para el acorazado como para los Invincible. En octubre de 1906 el almirantazgo empezó a clasificarlos como acorazado y cruceros acorazados post-Dreadnought como "buques capitales", mientras que Fisher usaba el término "dreadnought" para referirse a ambos. Al mismo tiempo, los clase Invincible fueron nombrados "crucero-acorazado", "crucero dreadnought"; y finalmente "crucero de batalla" que fue usado por primera vez por Fisher en 1908. Finalmente, en 1911, la orden N.º 351 del almirantazgo, dictó la decisión de "Todos los cruceros de la clase Invincible y tipos posteriores para el futuro, deberán clasificarse como cruceros de batalla para distinguirse de los antiguos cruceros acorazados".
La marina alemana, alarmada por la aparición del Invincible, inició inmediatamente la construcción de sus propios cruceros de batalla: el primero de ellos fue el SMS Von der Tann, prácticamente una copia del Invincible. Sin embargo, los proyectistas alemanes no veían con buenos ojos sacrificar a la ligera la protección de sus buques, y los cruceros de batalla germanos siempre estuvieron mucho mejor blindados que sus contrapartes británicos, ya que además se pensó que se podían utilizar como vanguardia de la Flota. El Von der Tann tenía una protección vertical de 250 mm.
No obstante, los cruceros de batalla sólo se utilizaron para su cometido original en los primeros meses de la Primera Guerra Mundial, con gran éxito. Al poco tiempo, la marina británica decidió emplearlos, al igual que los alemanes, como vanguardia de su línea de batalla, un cometido para el cual no habían sido diseñados. El resultado fue desastroso, como se vio en la batalla de Jutlandia. Se perdieron tres cruceros de batalla británicos: el HMS Invincible, el HMS Indefatigable y el HMS Queen Mary, con sus dotaciones al completo, mientras que los alemanes sólo perdieron el SMS Lützow. Hay que destacar la capacidad de los cruceros de batalla alemanes de absorber tremendos daños, fruto de la previsión de sus diseñadores al no sacrificar el blindaje.
Terminada la guerra, la marina británica sólo conservó sus tres cruceros de batalla más modernos: el HMS Renown, el HMS Repulse y el gigantesco HMS Hood.

## Diseños de postguerra
En los años inmediatamente posteriores a la Primera Guerra Mundial, Gran Bretaña, Japón y los Estados Unidos, comenzaron los trabajos de diseño de una nueva generación de acorazados y cruceros de batalla más poderosos. Esta nueva carrera armamentística naval, fue evitada por el Tratado naval Washington de 1922, por el cual, las mayores potencias navales, limitaban el número de buques capitales, y las características de estos. La armada alemana, no estuvo representada en estas conversaciones, ya que bajo los términos del Tratado de Versalles, a Alemania no le estaba permitido ningún buque capital moderno.
A lo largo de la década de 1920 y principios de la década de 1930 únicamente Gran Bretaña y Japón mantuvieron sus cruceros de batalla, a veces, fueron modificados y reconstruidos desde sus diseños originales de la Primera Guerra Mundial. La línea entre los cruceros de batalla y los nuevos acorazados rápidos, llegó a ser tan difusa, que los cruceros de batalla de la Clase Kongō fueron formalmente redesignados como acorazados.

### 1918-1923
El HMS Hood, fue botado en 1918, fue el último crucero de batalla de la Primera Guerra Mundial en ser completado. El Hood fue modificado durante su construcción para dotarlo de un blindaje capaz de soportar proyectiles de su propia artillería – la clásica medida de equilibrio de un acorazado "equilibrado"- y sus debilidades en cuanto al blindaje, fueron abordadas durante una extensa modernización
El Hood fue el mayor buque de la Royal Navy cuando fue completado; gracias a su gran desplazamiento, podía combinar la potencia de fuego y el blindaje de un acorazado, con la velocidad de un crucero de batalla, por lo que hay quien se refiere a él como un acorazado rápido.
Las armadas de Japón y los Estados Unidos, viendo las formas del Hood, pusieron en grada sus propios cruceros de batalla que pudieran rivalizar con él. La Armada Imperial Japonesa comenzó los cuatro cruceros de batalla de la clase Amagi. Estos buques, debía tener un tamaño y potencia sin precedentes, y ser tan rápidos y bien blindados como el HMS Hood a la vez que portaban 10 cañones de 406 mm (16"), el mayor armamento jamás propuesto para un crucero de batalla. La Armada de los Estados Unidos, respondió con los cruceros de batalla de la Clase Lexington, los cuales, si hubieran sido completados según su proyecto original, hubieran sido excepcionalmente rápidos y muy bien armados, pero con un blindaje ligero, al igual que los primeros cruceros de batalla. El paso final en la carrera de diseños de la postguerra, fueron los clase G-3 británicos; cuatro cruceros de batalla de 48 000 t, comparables en tamaño, potencia y velocidad a los acorazados de la Segunda Guerra Mundial de la Clase Iowa.
El tratado naval de Washington, impidió que estos diseños, llegaran a fructificar. Estos buques, algunos de los cuales habían sido iniciados, fueron desguazados sobre las propias gradas en los que se construían o convertidos en portaaviones.
En Japón, el Amagi y el Akagi fueron utilizados para convertirlos en portaaviones. En 1923 el Amagi fue dañado por un terremoto, y se propuso convertir uno de los acorazados Clase Tosa, el Kaga, para este papel.
En Gran Bretaña, los "grandes cruceros ligeros" de Fisher, fueron convertidos en portaaviones. El Furious ya había sido convertido durante la guerra, y el Glorious y el Courageous, que no tenían cabida en la Royal Navy post-tratado, fueron convertidos de forma similar.
La Armada de los Estados Unidos también retomó las obras de los cascos de dos cruceros de batalla para convertirlos en portaaviones, que si tenían cabida en el tratado naval de Washington: Los Lexington y Saratoga, que originalmente, habían sido diseñados como cruceros de batalla con los numerales CC-1 y CC-3, los cuatro restantes: Constellation, Ranger, Constitution y United States fueron desguazados.

### 1924-35

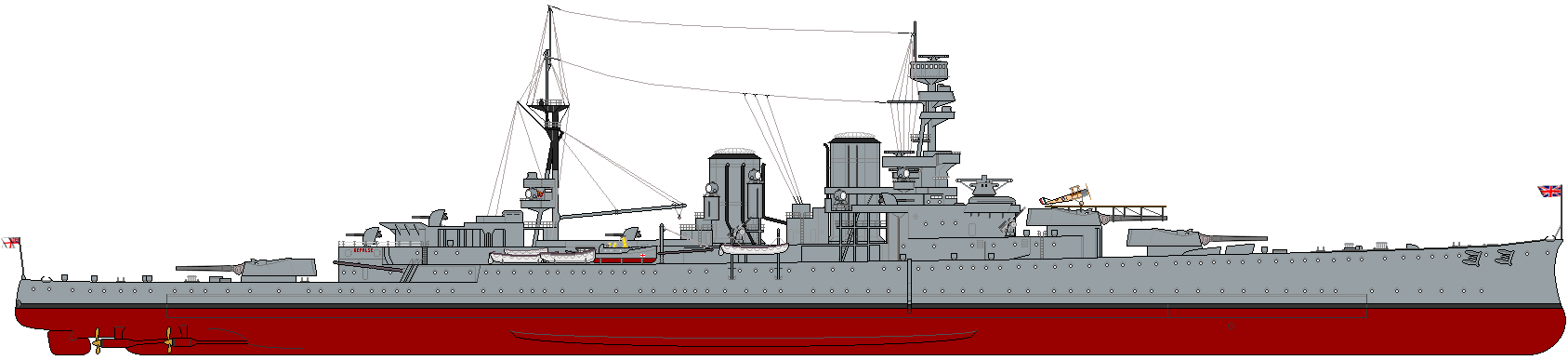
Repulse en 1919.

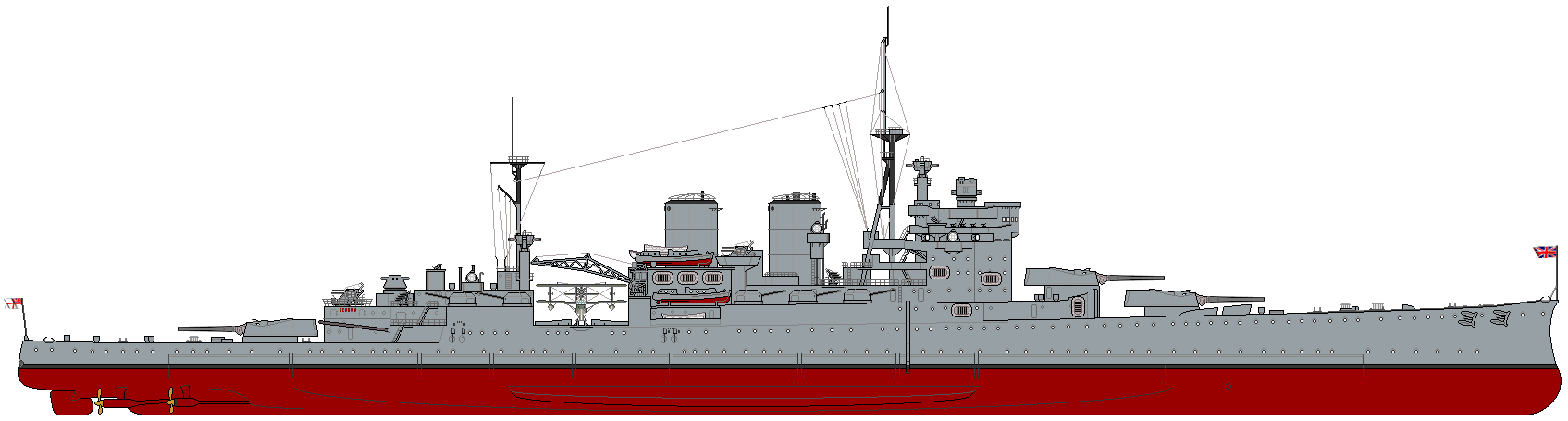
Renown, tras su reconstrucción en 1939.

En total, nueve cruceros de batalla, sobrevivieron al tratado naval de Washington. Muchos de ellos, fueron significativamente modernizados antes de la Segunda Guerra Mundial, aunque la Royal Navy vendió el HMS Tiger para desguace en 1932, y adicionalmente, los turcos, carecían de medios para modernizar el Sultan Yavuz Selim (ex SMS Goeben de la Kaiserliche marine).
Los otros dos cruceros de batalla que mantenía la Royal Navy tras la Primera Guerra Mundial, el HMS Renown y el HMS Repulse fueron significativamente modernizados en una serie de reformas entre 1920 y 1939. Al igual que otros buques capitales británicos, el Renown sufrió una reconstrucción total entre 1937 y 1939 para permitirle actuar como escolta pesado para los portaaviones. Se planearon reconstrucciones similares para el Repulse y el Hood, pero fueron canceladas tras el inicio de la Segunda Guerra Mundial.

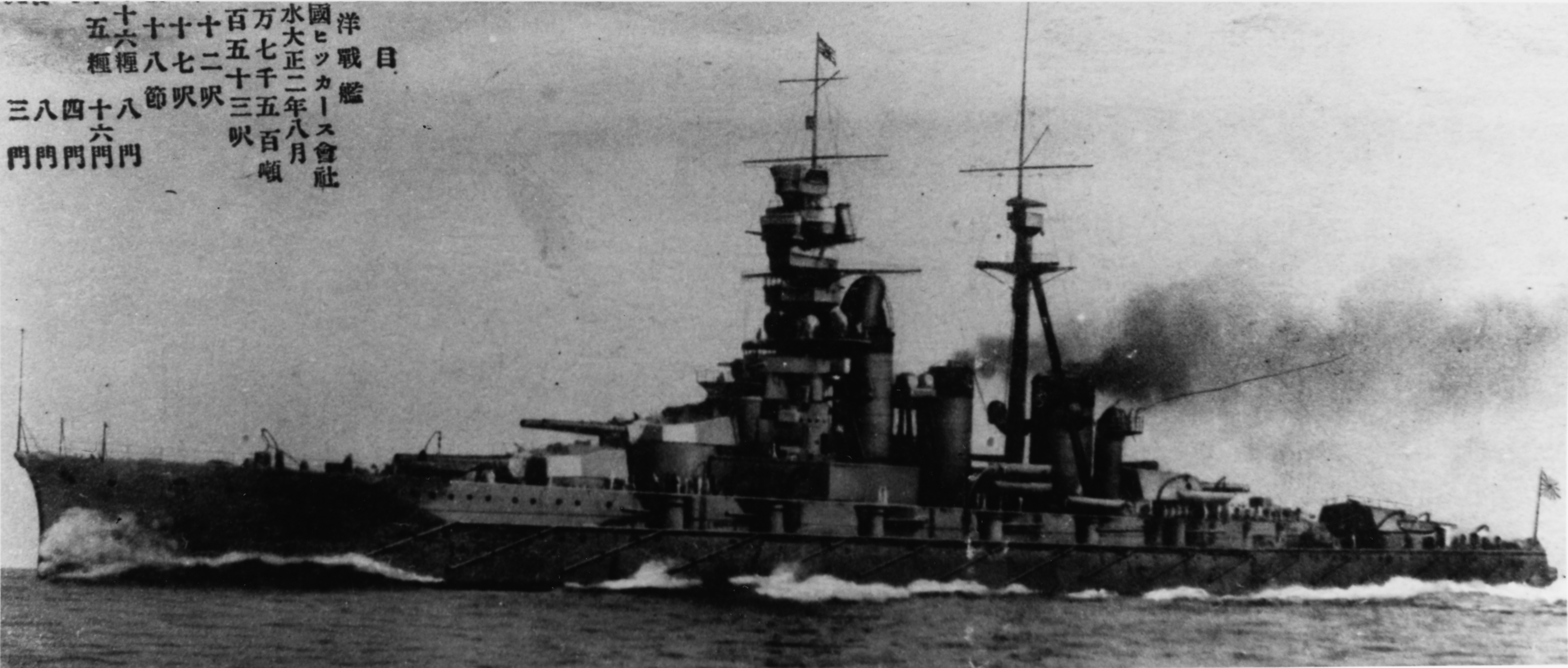
El Kongō con su apariencia en los años 20, antes de su conversión.

Incapacitada para acometer nuevas construcciones por el tratado, la Armada Imperial Japonesa, también eligió mejorar sus cruceros de batalla existentes de la Clase Kongō (los Hiei, Haruna, Kirishima, y Kongō) para incrementar la elevación de sus cañones a 40 grados, añadiéndoles bulgues antitorpedo, blindaje, y dotándolos de un puente tipo "pagoda". Las 3800 t de blindaje adicional, hizo que su velocidad bajara, pero entre 1933 y 1940, se reemplazó parte de su equipamiento pesado, y se incrementó la longitud de su casco en 8 m, lo que les permitió alcanzar una velocidad de 30 nudos de nuevo. Fueron reclasificados como "acorazados rápidos" y su alta velocidad, les permitió situarse como escolta para los portaaviones, aunque en comparación, eran más débiles que los acorazados supervivientes de la era de la Primera Guerra Mundial británicos y estadounidenses.

## Rearme
Ante la llegada de la guerra, las naciones, comenzaron a reconstruir sus fuerzas navales. En un primer momento, limitados por el tratado de Versalles y el Tratado naval de Washington, pero conforme se acercaba la guerra, los diseños fueron volviéndose más ambiciosos. La mayoría de las naciones, prefirieron construir acorazados rápidos, pero Alemania, Italia, Francia y Rusia, diseñaron nuevos cruceros de batalla, aunque muchos de estos diseños, estaban considerablemente mejor blindados que sus contrapartidas de la Primera Guerra Mundial, y podrían ser catalogados como auténticos acorazados rápidos. Finalmente, Italia eligió modernizar sus antiguos acorazados a construir nuevos cruceros de batalla, como la Unión Soviética, que puso en grada los buques de 35 000 t de desplazamiento de la Clase Kronshtadt, pero cuando estaban listos para ser botados, se produjo la invasión alemana de 1941, en la que fue capturado uno de los cascos. Los otros cascos soviéticos, fueron botados, y desguazados tras la guerra. Únicamente Alemania y Francia, llegaron a completar algún buque de este tipo.

### Diseños de Alemania
Los acorazados de bolsillo alemanes (en alemán: Panzerschiffe - buque blindado: Deutschland, Admiral Scheer, y Admiral Graf Spee), construidos dentro de los límites de las 10 000 t de desplazamiento fijados para Alemania en el tratado de Versalles, fueron un nuevo intento de unir los conceptos del crucero y el acorazado. El acorazado de bolsillo, tal como indica su nombre, era una reducción en la escala de un acorazado, que dotaba a un buque relativamente pequeño con solo seis cañones de 280 mm; esencialmente, un armamento mucho más potente que el máximo indicado para un crucero pesado que según los límites del tratado naval de Washington, se veían limitados a ese mismo desplazamiento, con cañones de 203 mm (8”). Los cañones de 280 mm, no solo lo dotaban de mayor “pegada”, sino que también lo dotaban de más alcance.
Superficialmente, su distintivo puente (especialmente en el Scheer y el Graf Spee) y su mayor armamento, comparado con los cruceros contemporáneos, les hicieron ganarse su apelativo de "acorazados de bolsillo" tanto por sus aliados, como por sus enemigos. Tenían una alta velocidad, de en torno a 26 nudos (52 km/h), y un blindaje razonable, que se consiguió substituyendo la construcción roblonada por una construcción con soldadura, reduciendo el peso al portar dos torres triples, en vez de tres dobles, y reemplazando la propulsión con turbinas de vapor, por gigantescos motores diésel de nueve cilindros engranados cada uno a su correspondiente hélice. Tras la pérdida del Graf Spee, los dos buques restantes, fueron reclasificados como "cruceros pesados", aunque tenían un armamento y un blindaje mayor que los cruceros pesados contemporáneos, pero al coste de sacrificar la velocidad.
Otros dos buques alemanes fueron construidos a finales de la década de 1930, el Scharnhorst y el Gneisenau, que eran considerablemente más potente que los acorazados de bolsillo —con nueve cañones pesados en lugar de los seis de sus predecesores—, y que fueron clasificados como auténticos buques capitales. Con sus 38 900 t, eran mayores que los buques franceses de la clase Dunkerque. Los dos buques de la clase Gneisenau eran rápidos y estaban bien blindados, aunque su armamento, era relativamente ligero comparado con el de los acorazados de su época, consistía en tres torres triples de 280 mm (11”). En esa época, los acorazados, solían portar cañones de 356 mm (14”) o mayores y podían ser producidos a un ritmo de uno por año según los tratados navales, debido a que los alemanes, no querían causar la alarma entre los aliados, equiparon estos buques con cañones de 280 mm. No obstante, sus barbetas, fueron diseñadas para aceptar piezas gemelas de 380 mm (15”), con un total de seis cañones, cuando estuvieran disponibles. No obstante, las circunstancias y el destino de los dos buques —el Scharnhorst fue dañado por artillería y hundido por un torpedo, y el Gneisenau, fue severamente dañado por un bombardeo, y su reparación, se sacrificó para atender otras prioridades— hicieron que este plan, fuera abandonado. La Royal Navy los categorizó como cruceros de batalla, ya que seguían las líneas de diseño de la Kaiserliche marine en lo referente a armamento, protección y velocidad.

### Diseños de Francia

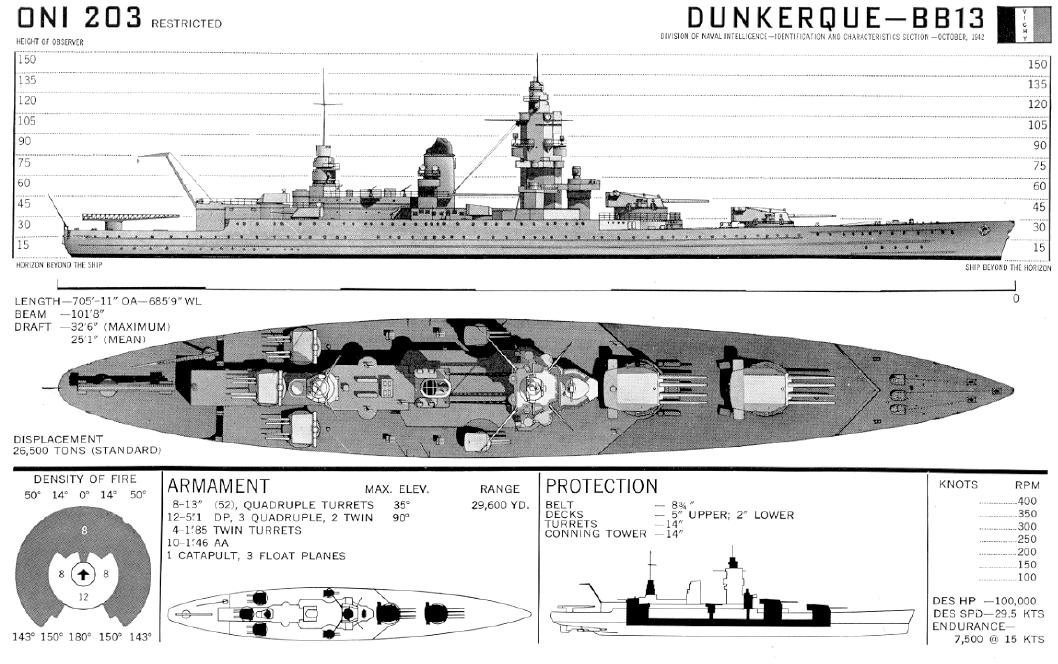
Planos del Dunkerque.

Como respuesta a los acorazados de bolsillo, Francia, decidió emprender la construcción de la clase Dunkerque a finales de la década de 1930, que fueron catalogados como "acorazados rápidos", estaban equipados con cañones de 330 mm (13”) en dos torres cuádruples a proa. Se les consideró como auténticos buques capitales, eran considerablemente mayores, más rápidos y mejor armados que los acorazados de bolsillo alemanes, ya que fueron diseñados para cazarlos.

## Segunda Guerra Mundial

### Ataques contra las rutas comerciales
En los primeros años de la guerra, los buques alemanes, comenzaron a cazar a los mercantes aliados en el Atlántico. Los acorazados de bolsillo, fueron desplegados en solitario para hundir mercantes enemigos, y causar la interrupción de las rutas comerciales al Reino Unido. Fueron perseguidos por la Royal Navy y en una ocasión, en la batalla del Río de la Plata en 1939, el cazador, se convirtió en presa.